# Austrocnemis
Austrocnemis – rodzaj ważek z rodziny łątkowatych (Coenagrionidae).
Do rodzaju należą następujące gatunki:
- Austrocnemis maccullochi
- Austrocnemis obscura
- Austrocnemis splendida